# Підсосново
Підсосно́во (рос. Подсосново) — село у складі Німецького національного району Алтайського краю, Росія. Адміністративний центр та єдиний населений пункт Підсосновської сільської ради.

## Населення
Населення — 2312 осіб (2010; 2645 у 2002).
Національний склад (станом на 2002 рік):
- росіяни — 50 %
- німці — 42 %